# Hôtel particulier de la Kschessinska
L'hôtel particulier de la Kschessinska (особняк Кшесинской) est un hôtel particulier Art nouveau situé 2 rue Kouïbychev (autrefois rue Bolchaïa Dvorianskaïa) à Saint-Pétersbourg, non loin de la Néva et de la mosquée de Saint-Pétersbourg.

## Histoire
Cette imposante villa a été construite en 1904-1906 par Alexandre von Hohen pour la ballerine Mathilde Kschessinska, maîtresse du grand-duc André Vladimirovitch après avoir été celle du futur empereur Nicolas II avant son mariage. L'édifice de style Art Nouveau (appelé Modern Style en russe) se distingue par son asymétrie et par sa composition sur plusieurs niveaux. Les fenêtres ont des ouvertures de dimensions différentes et les façades de la maison sont de granite gris et de granite rouge, décorées de briques et de frises de majoliques et de métal.
L'intérieur est constitué d'enfilades de salons et de pièces avec des jardins d'hiver.
L'hôtel particulier est envahi par les bolcheviks en mars 1917 qui voyaient en sa propriétaire le symbole d'une élite décadente. La célèbre ballerine avait réussi à fuir auparavant par la Finlande. Lénine prononce des discours du balcon d'avril à juillet 1917 et l'on installe les services d'expédition de la Pravda et la rédaction de la Pravda du soldat. Finalement les troupes du gouvernement provisoire investissent la maison et dispersent ses occupants en juillet.
Diverses institutions bolchéviques occupent l'édifice après la Révolution d'Octobre. De 1938 à 1956 c'est le musée Kirov, de 1957 à 1991 le musée de la Révolution qui y ouvrent leurs portes.

## Musée
L'hôtel abrite aujourd'hui le musée d'histoire politique de Russie.
Une petite partie du musée est consacrée à Mathilde Kschessinska.